# Magritte de la meilleure coproduction
Le Magritte de la meilleure coproduction était une récompense décernée par l'Académie André Delvaux, laquelle décerne également tous les autres Magritte du cinéma. Il récompensait le meilleur film avec une coproduction minoritaire de la Belgique francophone. Il ne fut décerné qu'en 2011, lors de la première cérémonie des Magritte.
À la suite de la polémique quant au fait que les Magritte ne concernent que le cinéma belge francophone, et non l'ensemble du cinéma belge, il fut décidé que, dès l'année suivante, le Magritte de la meilleure coproduction laisse place à deux autres récompenses : le Magritte du meilleur film étranger en coproduction et le Magritte du meilleur film flamand en coproduction. Ce dernier a pour objectif de récompenser le meilleur film flamand avec une coproduction minoritaire de la Belgique francophone.

## Palmarès
| Année | Film             | Réalisateur(s)                     | Pays de coproduction                 |
| ----- | ---------------- | ---------------------------------- | ------------------------------------ |
| 2011  | Looking for Eric | Ken Loach                          | Royaume-Uni/ France/ Italie/ Espagne |
| 2011  | Altiplano        | Peter Brosens et Jessica Woodworth | Allemagne/ Pays-Bas                  |
| 2011  | Le Concert       | Radu Mihaileanu                    | France/ Italie/ Roumanie/ Russie     |
| 2011  | My Queen Karo    | Dorothée Van Den Berghe            | Pays-Bas                             |